# Manatuto (stad)
Manatuto is de hoofdplaats van het Oost-Timorese district Manatuto. Manatuto telt 12.555 inwoners (2010).

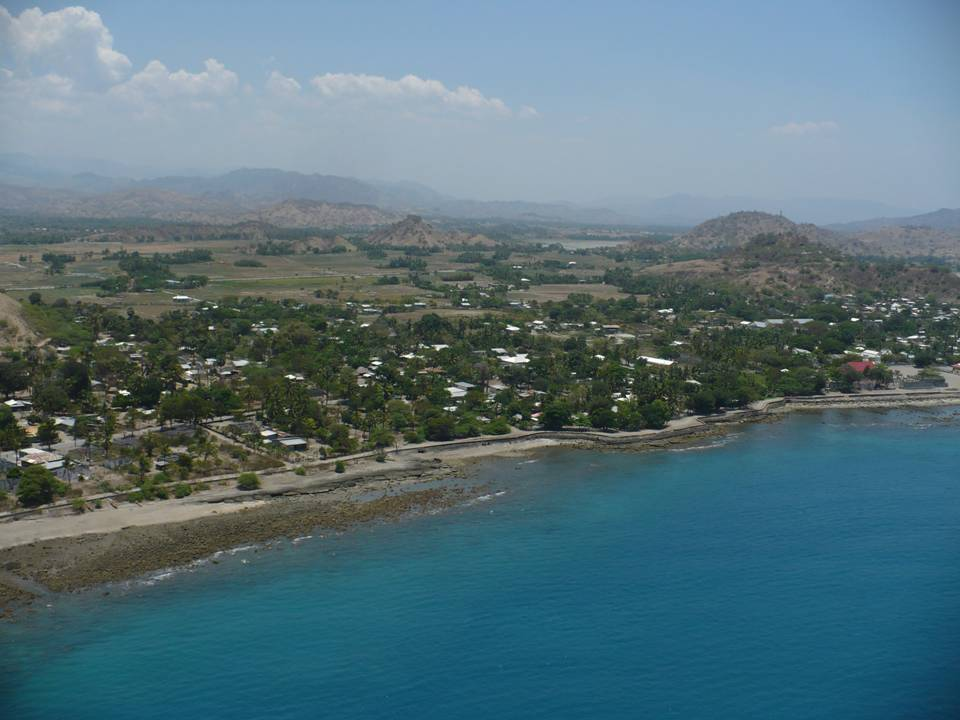
Panorama